# Jean Peské
Jean Peské, nombre artístico de Jan Mirosław Peszke (Golta, Ucrania, 27 de julio de 1870-Le Mans, Francia, 21 de marzo de 1949) fue un pintor francés de madre rusa y padre polaco. En su amplia producción de óleo, acuarela, pastel y grabado, abundan tanto los retratos como los paisajes, las escenas con figuras y urbanas.
Bautizado Jan Mirosław Peszke, comenzó a tomar clases nocturnas en la escuela de pintura de Kiev y más tarde en las escuelas de bellas artes de Odessa y Varsovia. En 1891, tras morir su padre, invierte su herencia en un viaje a Francia, donde ingresa en la Académie Julian y participa en los talleres de Jean-Paul Laurens y Benjamin-Constant. En París frecuenta los círculos polacos haciendo amistad con Maria Salomea Skłodowska (luego Marie Curie), y con Guillaume Apollinaire.
En los círculos pictóricos se relaciona con Camille Pissarro, Pierre Bonnard, Vuillard, y con Paul Signac que le introduce en el puntillismo. También frecuentó el grupo de Nabis entre 1895 y 1900, llegando a exponer en Le Barc de Boutteville con Paul Sérusier, Bonnard y Vuillard. Desde 1895 participa en el Salon des Indépendants y el Salon d'Automne, y frecuentó Barbizón, practicando el plenairismo de moda junto a pintores como Constantin Kousnetzoff.
Ya consagrado en Francia, en 1930 creó en Collioure un museo de arte, actual Museo de Arte Moderno de esa localidad occitana. Además de su obra plástica fue autor de un Diario describiendo los círculos artísticos y personajes que conoció a lo largo de su vida.